# Andrejs Pumpurs
Andrejs Pumpurs (født 22. september 1841 i Lieljumprava pagasts i Guvernement Livland, død 6. juli 1902 i Riga i Guvernement Livland) var en lettisk digter, som nedskrev den lettiske saga Lāčplēsis (Bjørneflænseren; udgivet første gang i 1888) og en prominent person i Unge Letter-bevægelsen.
Pumpurs voksede op på begge sider af Daugava-floden, og han var én af tre børn fra sognet, som udvalgtes af den lokale lutherske pastor til at gå i den tyske klasse i Lielvārde. Eftersom han ikke var i stand til at fortsætte sin uddannelse efter afslutning af et tre-årigt kursus, på grund af familiens fattigdom, arbejdede han som rorsmand på floden og diverse jobs sammen med sin fader. Det var i denne periode, at Pumpurs blev udsat for den lettiske mundtlige tradition at fortælle historier, som var særlig stærk på hans fødeegn, samt for legender, der senere blev forgrunden i hans værker. Hans første digte og tidlige skitser til sagaen blev nedskrevet i Piebalga, et landligt center for lettisk uddannelse og kulturliv mellem 1867 og 1872.
Efter et kort ophold i Riga flyttede han i 1876 til Moskva, hvor han blev præsenteret for slavofilen Ivan Aksakov og redaktøren Mikhail Katkov af Fricis Brīvzemnieks. Pumpurs blev den tredje lette til frivilligt at tilslutte sig kampen på serbernes og deres russiske allieredes side mod tyrkerne, og hans oplevelser i Serbien fik stor indflydelse på hans i forvejem brændende nationalisme. Hans militære karriere bragte ham til Sevastopol, hvor han modtog undervisning til officer i Odessa. I 1882 vendte han tilbage til Guvernement Livland i hvad der blev Ust-Dvinsk-regimentet, hvor han deltog i hemmelige møder i Narodnaja Volja-bevægelsen. Fra 1895 arbejdede han for kvartermesteren i Dvinsk, og rejste meget for at forsyne den russiske hær, indtil han døde af gigt efter en rejse til Kina.